# Hellegatsplein
Le Hellegatsplein est une île artificielle située dans le Hellegat, nom de l’endroit où le Hollands Diep se sépare en deux pour former le Haringvliet et le Volkerak.
Les liaisons routières entre la Hollande-Méridionale continentale, l'île de Goeree-Overflakkee et le Brabant-Septentrional passent par là (A29 et la N59). Cet échangeur a été ouvert à la circulation en juillet 1976.
La liaison vers la Hollande-Méridionale se fait par le pont du Haringvliet, vers Goeree-Overflakkee par le Hellegatsdam et vers le Brabant-Septentrional par le Volkerakdam (à travers les écluses du Volkerak).